# Dubai Duty Free Tennis Championships 2018
Die Dubai Duty Free Tennis Championships 2018 waren ein Tennisturnier der WTA Tour 2018 für Damen und ein Tennisturnier der ATP World Tour 2018 für Herren in Dubai. Das Damenturnier der WTA fand vom 19. bis 24. Februar 2018, das Herrenturnier der ATP vom 26. Februar bis 3. März statt.

## Herrenturnier
→ Qualifikation: Dubai Duty Free Tennis Championships 2018/Herren/Qualifikation

## Damenturnier
→ Qualifikation: Dubai Duty Free Tennis Championships 2018/Damen/Qualifikation